# 타스만 카고 에어
타스만 카고 에어(영어: Tasman Cargo Airlines)는 오스트레일리아의 화물 항공사로 총 6개 노선을 취항하고 있다. 본사는 오스트레일리아 시드니에 위치해 있으며 1994년에 설립했다. 허브 공항은 시드니 공항이 있으며 주로 시드니, 멜버른 - 오클랜드 및 시드니 - 홍콩, 멜버른 - 싱가포르 국제선 정기 화물 노선과 오클랜드 - 크라이스트처치 국내선 정기 화물 노선을 운항하고 있다.

## 보유 기종
- 2024년 9월 기준으로 타스만 카고 에어는 다음과 같은 기종을 보유하고 있다.[2]

## 같이 보기
- 오스트레일리아의 항공사 목록